# Qadsia Sporting Club
Pour les articles homonymes, voir Al-Qadisiya.
Maillots
Actualités
Le Qadsia Sporting Club (en arabe : نادي القادسية الرياضي), plus couramment abrégé en Qadsia SC, est un club omnisports (plus connu pour sa section footballistique) koweïtien fondé en 1960 et basé à Koweït City, capitale du pays.
Étant le club le plus supporté du pays, il abrite d'autres sections sportives dont le handball.

## Palmarès
| Compétitions nationales | Compétitions internationales | |
| --- | --- | --- |
| \| - Championnat du Koweït (17) : - Champion : 1969, 1971, 1973, 1975, 1976, 1978, 1991-92, 1999, 2003, 2004, 2005, 2008-09, 2009-10, 2010-11, 2011-12, 2013-14 et 2015-16. - Vice-champion : 1985-86, 1993-94, 1994-95, 2000, 2002, 2005-06, 2007-08, 2012-13 et 2019-20. - Coupe du Koweït (17) : - Vainqueur : 1965, 1967, 1968, 1972, 1974, 1975, 1979, 1989, 1994, 2003, 2004, 2007, 2010, 2012, 2013, 2015 et 2024. - Finaliste : 1962, 1964, 1976, 1977, 1992, 1997, 2006, 2014, 2019 et 2021. - Coupe Crown Prince du Koweït (9) : - Vainqueur : 1998, 2002, 2004, 2005, 2006, 2009, 2013, 2014 et 2018. - Finaliste : 2008, 2012, 2017, 2019 et 2021. \| \| - Coupe de la Fédération du Koweït (4) : - Vainqueur : 2008, 2009, 2011, 2013 et 2019. - Supercoupe du Koweït (6) : - Vainqueur : 2009, 2011, 2013, 2014, 2018 et 2019. - Finaliste : 2010, 2012, 2015, 2016 et 2017. \| | - Coupe de l'AFC (1) : - Vainqueur : 2014. - Finaliste : 2010 et 2013. - Coupe du golfe des clubs champions (2) : - Vainqueur : 2000 et 2005. - Finaliste : 2006-07. | |
| - Championnat du Koweït (17) : - Champion : 1969, 1971, 1973, 1975, 1976, 1978, 1991-92, 1999, 2003, 2004, 2005, 2008-09, 2009-10, 2010-11, 2011-12, 2013-14 et 2015-16. - Vice-champion : 1985-86, 1993-94, 1994-95, 2000, 2002, 2005-06, 2007-08, 2012-13 et 2019-20. - Coupe du Koweït (17) : - Vainqueur : 1965, 1967, 1968, 1972, 1974, 1975, 1979, 1989, 1994, 2003, 2004, 2007, 2010, 2012, 2013, 2015 et 2024. - Finaliste : 1962, 1964, 1976, 1977, 1992, 1997, 2006, 2014, 2019 et 2021. - Coupe Crown Prince du Koweït (9) : - Vainqueur : 1998, 2002, 2004, 2005, 2006, 2009, 2013, 2014 et 2018. - Finaliste : 2008, 2012, 2017, 2019 et 2021. | | - Coupe de la Fédération du Koweït (4) : - Vainqueur : 2008, 2009, 2011, 2013 et 2019. - Supercoupe du Koweït (6) : - Vainqueur : 2009, 2011, 2013, 2014, 2018 et 2019. - Finaliste : 2010, 2012, 2015, 2016 et 2017. |

## Personnalités du club

### Présidents
| - Suliman Al Khaled (1960 - 1961) - Faisel Al Mutawa (1961 - 1962) - Rashed Al Rashed (1962 - 1963) - Khaled Al Masaod (1963 - 1965) - Khaled Al Hamed (1965 - 1966) - Mohammed Al Hamed (1966 - 1967) |  | - Khaled Al Masaod (1967 - 1968) - Khaled Al Hamad (1968 - 1970) - Fahad Al Ahmad Al Subah (1970 - 1979) - Khaled Al Hamad (1979 - 1985) - Yousef Al Mushari (1985 - 1987) - Abdulaziz Al Mokhled (1989) |  | - Abdulmohsen Al Faris (1989 - 1997) - Talal Al Fahad Al Subah (1997 - 2010) - Fawaz Al Hasawi (2010 - 2012) - Khaled Al Fahad Al Sabah (2012 - ?) - Abdulaziz Ashour |

### Entraîneurs
| - Mohammed Al Hamed (1960 - 1962) - Abdulmhsen Al Faris (1962 - 1963) - Omar Shendi (1963 - 1965) - Aladdin Niazi (1965 - 1966) - Jan Cestić (1966 - 1967) - Vojin Božović (1967 - 1970) - Ronald Lewin (1970 - 1972) - Žarko Mihajlović (1972 - 1975) - Peter McBride (1975 - 1976) - Mohammed Al Masaod (1976 - 1977) - Tomason (1977) - Žarko Mihajlović (1977 - 1978) - Ronald Lewin (1978 - 1979) - Abdullah Al Asfor (1979 - 1980) - Bonero (1980 - 1983) - Miljan Miljanić (1983 - 1985) |  | - Bobby Campbell (1985 - 1986) - Saleh Zakria (1986 - 1987) - Luiz Felipe Scolari (1987 - 1990) - Vola (1990 - 1992) - Luiz Felipe Scolari (1992 - 1993) - Alexandru Moldovan (1993) - Dragan (1993 - 1995) - Mohammed Al Zaer (1995) - Ednaldo Patricio (1995 - 1997) - René Feller (1997 - 1998) - Jorvan Vieira (1997 - 1999) - Mohammed Ebrahim Hajeyah (1999 - 2000) - Fakro Al Deen (2000) - Senad Kreso (2000 - 2001) - Branko Totak (2001) - Radojko Avramović (2001) |  | - Willem Leushuis (2001 - 2002) - Mohammed Ebrahim Hajeyah (2002 - 2004) - Duílio (2004 - 2005) - Mohammed Ebrahim Hajeyah (2005 - 2007) - José Garrido (2007 - 2008) - Mohammed Ebrahim Hajeyah (2008 - 2011) - Rodion Gačanin (2011 - 2012) - Mohammed Ebrahim Hajeyah (2012 - 2014) - Antonio Puche (2014 - 2015) - Rashed Al Bediah (2015) - Dalibor Starcevic (2015 - 2018) - Yousef Al Musaibeeh (2018) - Marin Ion (2018 - 2019) - Pablo Franco (2019 - ) |

### Anciens joueurs
- Faisal Al-Dakhil
- Selim Benachour
- Sergio Conceiçao
- Issam El Adoua
- Seydou Traoré
- Salim Arrache
- Lazhar Hadj Aïssa
- Rachid Amrane